# Teatro Municipal de Jaguariúna
El Teatro Municipal de Jaguariúna, también conocido como Teatro Dona Zenaide, es el teatro la ciudad de Jaguariúna, estado de Estado de São Paulo (Brasil). 
El edificio, de estilo contemporáneo, está situado en Via Alfredo Bueno 1151, Jaguariúna Centro.

## Historia
El nombre dado al teatro municipal, Teatro Dona Zenaide, es un homenaje a Clotide Fracchetta Chiavegato, más conocida como Dona Zenaidepor, por su trabajo social y humanitario en la ciudad de Jaguariúna. 
El edificio, construido en 1930, durante años acogió el antiguo "Cine de Santa María" de la ciudad. Después de una larga restauración el teatro fue inaugurado en 2008. 

## Organización
El gran espacio polivalente acoge artistas brasileño e internacionales, exposiciones de arte, música,  coros,  ballets teatro y conferencias. El Teatro tiene un espacio total de 14.000 metros cuadrados, con 420 asientos, rampas de acceso para personas con discapacidad física, un grande escenario y grandes salones para las exposiciones de arte. 
La mayoría de las producciones artísticas de la Prefectura Jaguariúna son gratuitas para facilitar lo más posible el acceso público a la cultura.